# Чарлз Бари
Сър Чарлз Бари (на английски: Charles Barry) е английски архитект, известен най-вече с ролята, която изиграва при препострояването на Уестминстърския дворец в родния му град – Лондон в средата на XIX век, но се свързва и с редица други сгради и градини.

## Галерия
- Часовниковата кула на Уестминстърския дворец – най-известната сграда на Бари
- Църквата „Вси светии“ в Уайтфийлд (1822 – 1825)
- Манчестърска художествена галерия (1824 – 1835)
- Дворецът Хайклеър (ок. 1842 – 1850)
- Шрубланд хол (1849 – 1854)
- Кливдън хаус (1850 – 1851)
- Кметството на Халифакс (1859 – 1862)